# مگناوکس ادیسه
مگناوکس ادیسه (به انگلیسی: Magnavox Odyssey) نخستین کنسول خانگی بازیهای ویدئویی در جهان است. نمایش این محصول در ۲۴ مه ۱۹۷۲ و عرضه آن به بازار در اوت همان سال انجام پذیرفت، این کنسول سه سال پیش از عرضه نخستین کنسول خانگی شرکت آتاری به نام پونگ که نسخه بازی آرکید آن در سال ۱۹۷۲ منتشر شد، عرضه گردیده‌است. مگناوکس ادیسه توسط رالف یائر طراحی شد، او کار طراحی را در سال ۱۹۶۶ آغاز و در سال ۱۹۶۸ به پایان رساند که با نام جعبه قهوه‌ای شناخته می‌شود. در حال حاضر این کنسول در مؤسسه اسمیتسونین موزه ملی تاریخ آمریکا در واشینگتن دی‌سی نگه‌داری می‌شود. وب گاه آی‌جی‌ان در سال ۲۰۰۹ نام این کنسول را در میان ۲۵ کنسول برتر در تمام دوران‌ها آورده‌است.

## مراحل ساخت
رالف بائر یک آلمانی گریخته از خشونت جنگ جهانی دوم از سوی ارتش ایالات متحده آمریکا به عنوان تکنسین شرکت کرد و سپس با پس زمینه فنی اش در زمینه تلویزیون، در شرکتی برای طراحی تکنولوژی نظامی استخدام شد. رالف بائر دوست داشت تلویزیون را به جای ابزاری تک منظوره که اغلب برای پخش گزارش جنگ و اندوه و درد به کار می‌رفت و در حالت کلی یک رسانه افسرده‌کننده بود، به ابزاری سرگرم‌کننده‌تر تبدیل کند. او از خود پرسید چه کاری می‌توان کرد که از تماشای انفعالی تلویزیون جالب‌تر باشد.

و در سال ۱۹۶۶ مقاله‌ای چهار صفحه‌ای در مورد چگونگی اجرای بازی‌های تعاملی بر روی دستگاه‌های تلویزیون نوشت و سپس در همان سال جعبه قهوه‌ای را ابداع کرد. جعبه قهوه‌ای در سال ۱۹۷۱ به صورت یک محصول ثبت شد و در سال ۱۹۷۲ با نام کنسول مگناوکس ادیسه پا به عرصه وجود گذاشت. کنسول مگناوکس، فاقد جلوه‌های صوتی بود و فقط می‌توانست شکل‌های تک‌فام را روی یک صفحهٔ سیاه خالی نمایش دهد.